# Émile Barthès
Pour les articles homonymes, voir Barthès.
Ne doit pas être confondu avec Émile Barthes.
Émile Barthès, né le 16 janvier 1883 à Castres (Tarn) et mort le 18 mai 1939 à Albi (Tarn), est un prélat catholique français, évêque auxiliaire d’Albi de 1932 à sa mort.

## Biographie

### Formation
Né dans une famille d’artisans et de marchands languedociens, il entre, en 1900, à l’école des frères et au Petit séminaire de Castres. Il continue ensuite sa formation à l’université de Poitiers en 1906. Licencié en lettres et ordonné prêtre le 27 septembre 1908, il enseigne le français à l’école Saint-Hilaire de Niort entre 1908 et 1910, puis la théologie au Grand séminaire d’Albi de 1910 à 1914.

### Front et prêtrise
Brancardier au GDB 31 dès août 1914 puis au 9e RAC dès mai 1915, le père Émile Barthès passe toute la Première Guerre mondiale sur le front. Il y écrira notamment un monumental journal de guerre, à partir duquel sa nièce dactylographiera un texte intitulé Memorandum, en 7 volumes, 2456 pages illustrées par 601 photos et 63 cartes postales.
À la démobilisation, en 1919, l’abbé Barthès retrouve le Grand séminaire d’Albi. Mgr Pierre-Célestin Cézerac, qui apprécie son conservatisme prudent, le fait vicaire général en 1929.

### Épiscopat
Le 16 août 1932, il est nommé évêque auxiliaire d'Albi et évêque titulaire de Verbe (de) par le pape Pie XI. Il est alors consacré le 15 octobre suivant par Mgr Pierre-Célestin Cézerac, assisté de Mgrs Joseph Giray et Charles Challiol.
Mgr Barthès accomplit en parallèle un travail littéraire. En 1934 il soutient une thèse de doctorat ès lettres sur Eugénie de Guérin et contribue à la publication  des Lettres d'Eugénie de Guérin à Louis de Bayne et à son frère. Il compose des récits autobiographiques, qu’il destine originellement à sa seule famille et publie une Histoire du petit séminaire de Castres.
Il meurt le 18 mai 1939 à Albi, victime d’une maladie brutale.
L’Académie française lui décerne le prix Marcelin Guérin en 1926 et le prix Botta en 1930 pour ses ouvrages sur Eugénie de Guérin.